# Clarence (beek)
De Clarence is een rivier in het departement Pas-de-Calais en het Noorderdepartement in Frankrijk.
Het riviertje is 32,8 km lang en mondt uit in de Leie.
De bron is nabij het gehucht Le Buich nabij Sachin. Vandaar loopt het langs Pernes, Camblain-Châtelain, Calonne-Ricouart, Marles-les-Mines, Lapugnoy, Labeuvrière, Chocques en Gonnehem. Bij Gonnehem voegt de van Lillers komende Nave zich bij het riviertje, dat verder via een sifon onder het Canal d'Aire door wordt gevoerd en verder stroomt langs Robecq en Calonne-sur-la-Lys, om bij Meregem in de Leie uit te monden.